# Manoir de Livoudrais
Le manoir de Livoudrais est un édifice situé à Guer en France.

## Localisation
Le manoir est situé sur le territoire de la commune de Guer, au lieu-dit Livoudrais, dans le département du Morbihan en région Bretagne.

## Description
Le manoir date des XVe et XVIe siècles. Édifice à un étage carré et un étage de comble, élévation à travées, construit en appareil mixte de moellons sans chaîne en pierre de taille de grès et de schiste. Toiture recouverte d'ardoises, pignon couvert, noue. Escalier dans-œuvre : escalier tournant à retours sans jour.

## Historique
Logis conservant des éléments pouvant dater de la fin du XVe siècle ou du début du XVIe siècle. Cellier, armoiries non identifiées, enclos partiellement conservé.
Le manoir est inscrit à l'inventaire général du patrimoine culturel.